# Metula tumida
Metula tumida is een slakkensoort uit de familie van de Buccinidae. De wetenschappelijke naam van de soort is voor het eerst geldig gepubliceerd in 2000 door Ma & Zhang.